# Port lotniczy Magdeburg-Cochstedt
Port lotniczy Magdeburg-Cochstedt (Flugplatz Magdeburg-Cochstedt) – port lotniczy położony w Cochstedt, 37 kilometrów na północny zachód od Magdeburga, w Saksonii-Anhalt (Niemcy).